# 津田英佑
津田 英佑（つだ えいすけ、1970年10月27日 - ）は、日本の男性俳優、声優。東京都出身。SHIN ENTERTAINMENT所属。

## 経歴
1970年、東京都に生まれる。父親は開業医（歯科医師）、母親は演歌歌手の石川恵子である。桐朋中学校・高等学校在学中はのちに俳優となる西島秀俊が同期生であった。
1992年、ミュージカル『大草原の小さな家』でデビュー。2000年、ミュージカル『レ・ミゼラブル』のマリウス役で注目を集め、舞台俳優としてのみならず声優としてでも活動を始める。妻の深見梨加とはゲーム『御神楽少女探偵団』の収録で知り合った。
アクターズエージェンシーに所属していたが、事務所が解散したため、舞台など顔出しの仕事はフリーとして、声優としてはプロダクション・エースに所属する。その後はエグゼに所属し、現在はルネサンス21に所属している。
増田裕生とユニットE&Yを結成・活動し、ニコニコ動画ではインターネットラジオ番組『E&Y激場』を放送している。
2021年12月1日−5日、紀伊國屋ホールにて水木英昭プロデュース・紀伊國屋書店提携公演「眠れぬ夜のライブストーリー～津田英佑芸能生活30周年記念だってよ！～」が開催された。

## 人物
- 家では猫（白猫）を飼っている。
- 舞台『眠れぬ夜のホンキートンクブルース』で共演したことをきっかけに山田邦子と親交があり、2017年9月21日に開催された「山田邦子の日」記念パーティーにも出席した[5]。
- 趣味はビリヤードでA級。

## 出演
太字はメインキャラクター。

### 舞台
- 蜘蛛女のキス（2007年・2010年） - ヴァレンティン 役
- 劇団四季 マンマ・ミーア! - スカイ 役（客演）
- 新生 ROCK MUSICAL BLEACH REprise （2012年8月30日 - 9月9日、品川ステラボール） - 浮竹十四郎 役
- 眠れぬ夜のホンキートンクブルース - 政秀 役
- 大草原の小さな家
- レ・ミゼラブル（2000年 - 2001年） - マリウス 役
- レ・ミゼラブル イン コンサート
- 時速246億 vol.06『リボン』（2012年10月23日 - 28日、赤坂RED THEATER / 11月3日 - 4日、名古屋テレピアホール）
- ミュージカル 風雲新撰組〜熱誠〜（2018年3月1日 - 5日、シアター1010） - 土方歳三 役
- 海の音楽劇『プリンス・オブ・マーメイド』～海からの2000年後のおくりもの～（2021年8月5日 - 8日、こくみん共済coopホール スペース・ゼロ）
  - 海の音楽劇『プリンス・オブ・マーメイド2022』～海からの2000年後のおくりもの～（2022年8月5日 - 8日、こくみん共済 coop ホール／スペース・ゼロ）[6]
- オペラ「イザベル-大友宗麟の妻-」（2021年12月10日、下関市民会館） - 村人男A 役
- 舞台「The Great Gatsby In Tokyo」（2022年6月17日 - 21日、三越劇場）[7]
- 本格ミステリー歌劇『46番目の密室』（2023年10月15日 - 22日、KAAT神奈川芸術劇場 ホール） - 真壁聖一（） 役[8]
- ミュージカル『ロミオ&ジュリエット』（2024年5月16日 - 6月10日、新国立劇場 中劇場 / 6月22日・23日、刈谷市総合文化センター / 7月3日 - 15日、梅田芸術劇場 メインホール） - ロレンス神父 役[9]

### テレビドラマ
- まっしろ（2015年1月13日 -3月17日 、TBS） - 辰見羊一 役
- ハケンのキャバ嬢・彩華 第3話（2017年10月30日、朝日放送[注 1]） - 桐山 役[10]
- 絶対零度～未然犯罪潜入捜査～ Season4 第3話（2020年1月20日、フジテレビ） - トレーナー 役
- 家政夫のミタゾノ 第7シーズン 第6話（2025年2月18日、テレビ朝日） - 取目実 役[11]

### Webドラマ
- 銀魂 -ミツバ篇-（2017年、dTV） - 蔵場当馬 役
- ハケンのキャバ嬢・彩華 第3話（2017年10月23日、AbemaTV[注 1]） - 桐山 役

### バラエティ
- ライオンのごきげんよう（2014年10月14日 - 、フジテレビ）
- THEカラオケ★バトル（2015年12月23日 - 、テレビ東京）
- ニンゲン観察バラエティ モニタリング（2023年4月6日 - 、TBS）

### テレビアニメ
- こちら葛飾区亀有公園前派出所（孔雀パトリック）
- GUNSLINGER GIRL（ラウーロ）
- 真・女神転生Dチルドレン ライト&ダーク（新皇帝レミエル）
- テニスの王子様（柳生比呂士）
- 遊☆戯☆王デュエルモンスターズ（ジーク・ロイド[12]）
- 家庭教師ヒットマンREBORN!（アーペ）
- 新テニスの王子様（柳生比呂士、リチャード・坂田）
- 獣旋バトル モンスーノ（ドルーク）
- WASIMO（ロンリーてらかわ）
- 新テニスの王子様 U-17 WORLD CUP（2022年、柳生比呂士）
- 新テニスの王子様 U-17 WORLD CUP SEMIFINAL（2024年、柳生比呂士）

### OVA
- テニスの王子様 Original Video Animation 全国大会篇（柳生比呂士）

### 劇場アニメ
- 劇場版テニスの王子様 英国式庭球城決戦!（柳生比呂士）

### ゲーム
- 召喚少女 〜ElementalGirl Calling〜（アデルバード）
- テニスの王子様シリーズ（柳生比呂士）
- 御神楽少女探偵団（御神楽時人）
- WEB MYSTERY 予知夢ヲ見ル猫（主人公）
- 続・御神楽少女探偵団 〜完結編〜（御神楽時人）

### ラジオ
- テニスの王子様 オン・ザ・レイディオ（文化放送、マンスリーパーソナリティ）
- E&Y激場（ニコニコ動画、増田裕生と共同パーソナリティ）

### ラジオドラマ
- 青春アドベンチャー（NHK-FM）
  - 「火喰鳥 羽州ぼろ鳶組」（2018年7月23日 - 8月3日）[13] - 彦弥 役

### CD
- テニスの王子様 シリーズ（柳生比呂士）
  - 「Come on! Let's Go!」（柳生比呂士&仁王雅治）
  - 「業火絢爛」（立海ヤング漢）
  - 「終わらない愛」（立海ヤング漢）
  - 「SOUL MATE」（立海ヤング漢）
  - 「ウンディーネ」〔ミニアルバム〕
  - メガネ☆セブン（メガネ☆セブン）
  - メガネ☆パーティー（メガネ☆セブン）
  - メガネ☆オトコ（メガネ☆セブン）
  - メガネ☆アフロ（メガネ☆セブン）
  - メガネ☆アルキ（メガネ☆セブン）
- 製作集団Void「ブルームズベリー探偵奇譚」（主演 朝倉正臣）

### DVD
- テニスの王子様 シリーズ
  - テニスの王子様　100曲マラソン
  - テニプリフェスタ2009
  - テニプリフェスタ2011 in 武道館
  - テニプリフェスタ2013
- 主演 Vシネマ『秋葉男Z』

### 吹き替え

#### 映画
- アドレナリン
- ウエスト・サイド・ストーリー（シュランク〈コリー・ストール〉[14]）
- ブライアン・ジョーンズ ストーンズから消えた男（キース・リチャーズ〈ベン・ウィショー〉）
- 結婚前夜〜マリッジブルー〜（ウォンチョル〈テギョン〉）
- スターリングラード 史上最大の市街戦（カーン〈トーマス・クレッチマン〉）
- ブルックリンの恋人たち（ジェイムズ・フォレスター〈ジョニー・フリン〉）
- わんわん物語（デヴォン、レックス）

#### ドラマ
- The O.C.（オリヴァー・トラスク〈テイラー・ハンドリー〉）
- 私の恋愛のすべて（キム・スヨン〈シン・ハギュン〉）
- ナイトシフト 真夜中の救命医（TC・キャラハン〈オーエン・マッケン〉）
- リーサル・ウェポン シーズン3（ウェスリー・コール〈ショーン・ウィリアム・スコット〉）

#### アニメ
- メリダとおそろしの森（マッキントッシュ家の長男）
- アナと雪の女王（ハンス王子[15]）
- アナと雪の女王 エルサのサプライズ（ハンス王子[16]）
- オズ めざせ! エメラルドの国へ（マロー保安官[17][18]）
- アナと雪の女王2（ハンス王子[19]）

#### その他
- プロジェクト ランウェイ5（ケイン・ギレスピー）

### その他
- 東京ディズニーランド 「フローズンファンタジー・パレード」（ハンス王子[要出典]）